# 小行星9831
小行星9831（9831 Simongreen）是一颗围绕太阳公转的小行星。1979年8月22日，天文学家克拉斯-英格瓦·拉格爾科維斯特在拉西拉天文台发现了此天体。
这颗小行星的绝对星等为187.87927等。